# Kandang Baru
Kandang Baru is een bestuurslaag in het regentschap Sijunjung van de provincie West-Sumatra, Indonesië. Kandang Baru telt 1878 inwoners (volkstelling 2010).